# Ipchains
ipchains es un cortafuegos libre para Linux. Es el código reescrito del código fuente del cortafuego IPv4 anterior de Linux. En Linux 2.2, ipchains es requerido para administrar los filtros de paquetes IP. ipchains fue escrito porque el cortafuegos IPv4 anterior utilizado en Linux 2.0 no funcionaba con fragmentos IP y no permitía que se especifiquen otros protocolos que no sean TCP, UDP o ICMP.
ipchains ha sido reemplazado por iptables en Linux 2.4 y superior.